# Кокоскерия, Ясон Басятович
Ясон Басятович Кокоскерия (6 июля 1914, Калдахуара, Кутаисская губерния, Российская империя — 29 апреля 1988, Бзыбта) — ефрейтор Рабоче-крестьянской Красной Армии, участник Великой Отечественной войны, Герой Советского Союза (1945).

## Биография
Родился 6 июля 1914 года в селе Калдахуара (ныне — Гудаутский район Абхазии).
После окончания четырёх классов школы работал в колхозе.
В мае 1941 года призван на службу в Рабоче-крестьянскую Красную Армию.
С августа 1942 года — на фронтах Великой Отечественной войны. Принимал участие в боях на Закавказском, Северо-Кавказском, 3-м Украинском фронтах. В боях три раза был ранен.
К декабрю 1944 года ефрейтор Ясон Кокоскерия был линейным надсмотрщиком 276-й отдельной кабельно-шестовой роты 46-й армии 2-го Украинского фронта. Отличился во время освобождения Венгрии. В декабре 1944 года под массированным вражеским огнём Кокоскерия с разведгруппой переправился через Дунай и проложил по его дну кабель, благодаря чему командование армии смогло держать связь с частями на плацдарме.
Указом Президиума Верховного Совета СССР от 24 марта 1945 года за «образцовое выполнение боевых заданий командования на фронте борьбы с немецкими захватчиками и проявленные при этом мужество и героизм» ефрейтор Ясон Кокоскерия был удостоен высокого звания Героя Советского Союза с вручением ордена Ленина и медали «Золотая Звезда» за номером 3775.
После окончания войны Кокоскерия был демобилизован. Жил в селе Бзыбта, работал в колхозе, затем водителем в автотранспортной конторе. Перед выходом на пенсию работал на курорте Пицунда.
Умер в 1988 году, похоронен в Бзыбте.
Избирался депутатом Верховного Совета СССР. Был также награждён орденом Отечественной войны 1-й степени и рядом медалей.